# Melanoxanthus archeducalis
Melanoxanthus archeducalis là một loài bọ cánh cứng trong họ Elateridae. Loài này được Heller miêu tả khoa học năm 1900.